# Галгонг
Галгонг (англ. Gulgong) — город в центральной части штата Новый Южный Уэльс, Австралия. Расположен на 300 километров северо-западнее Сиднея и на 30 километров севернее Маджи по шоссе Каслрей. Входит в состав района местного самоуправления Среднезападный региональный совет. По состоянию на 2011 год население Галгонг составляет 1866 человек.

## Туризм и экономика

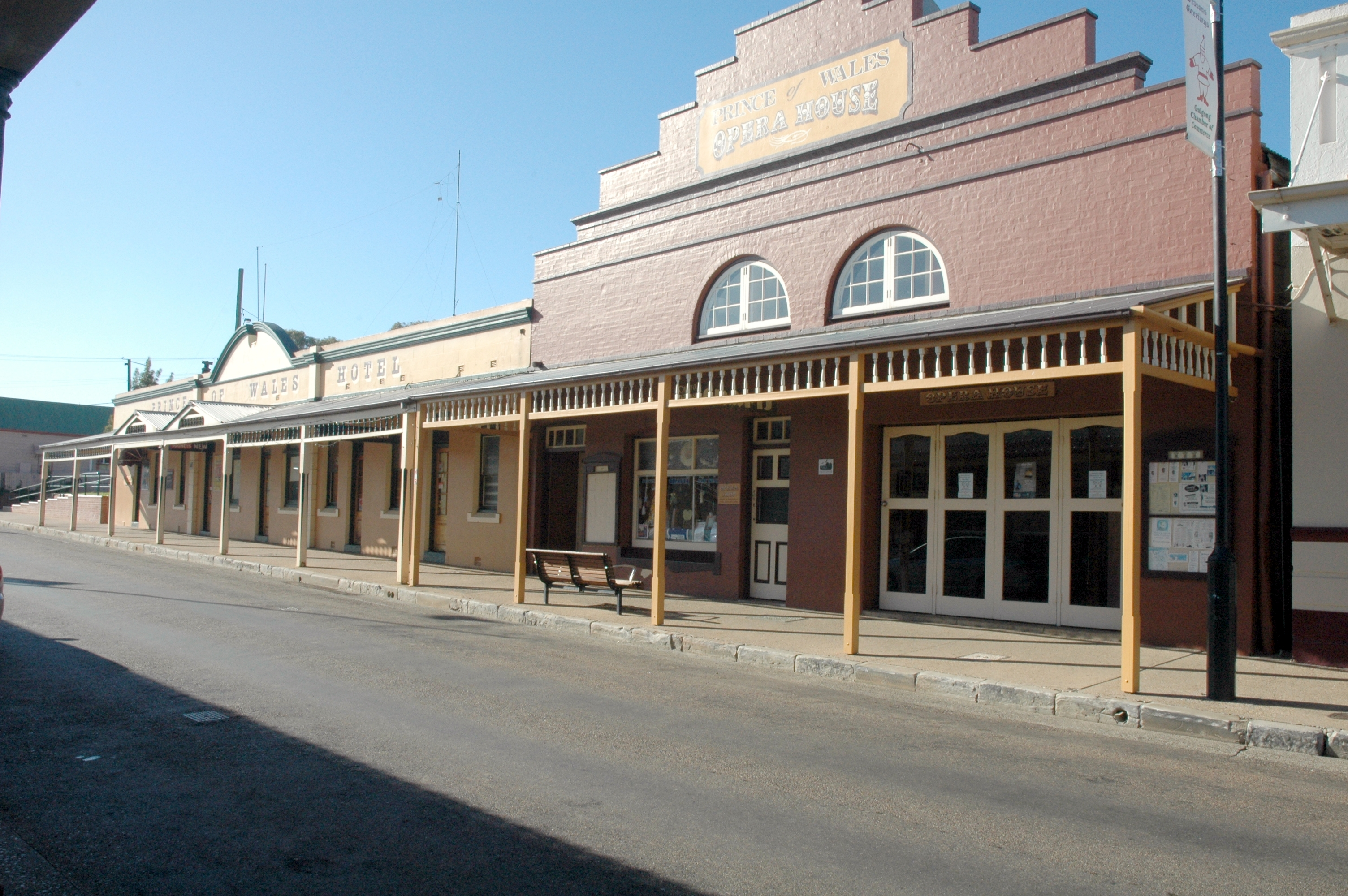
Оперный театр Принца Уэльского

В городе осталось около 170 исторических строений XIX века, что способствует привлечению туристов. Особый интерес представляет Оперный театр Принца Уэльского, основанный в 1870 году, который является вторым старейшим работающим оперным театром в стране.

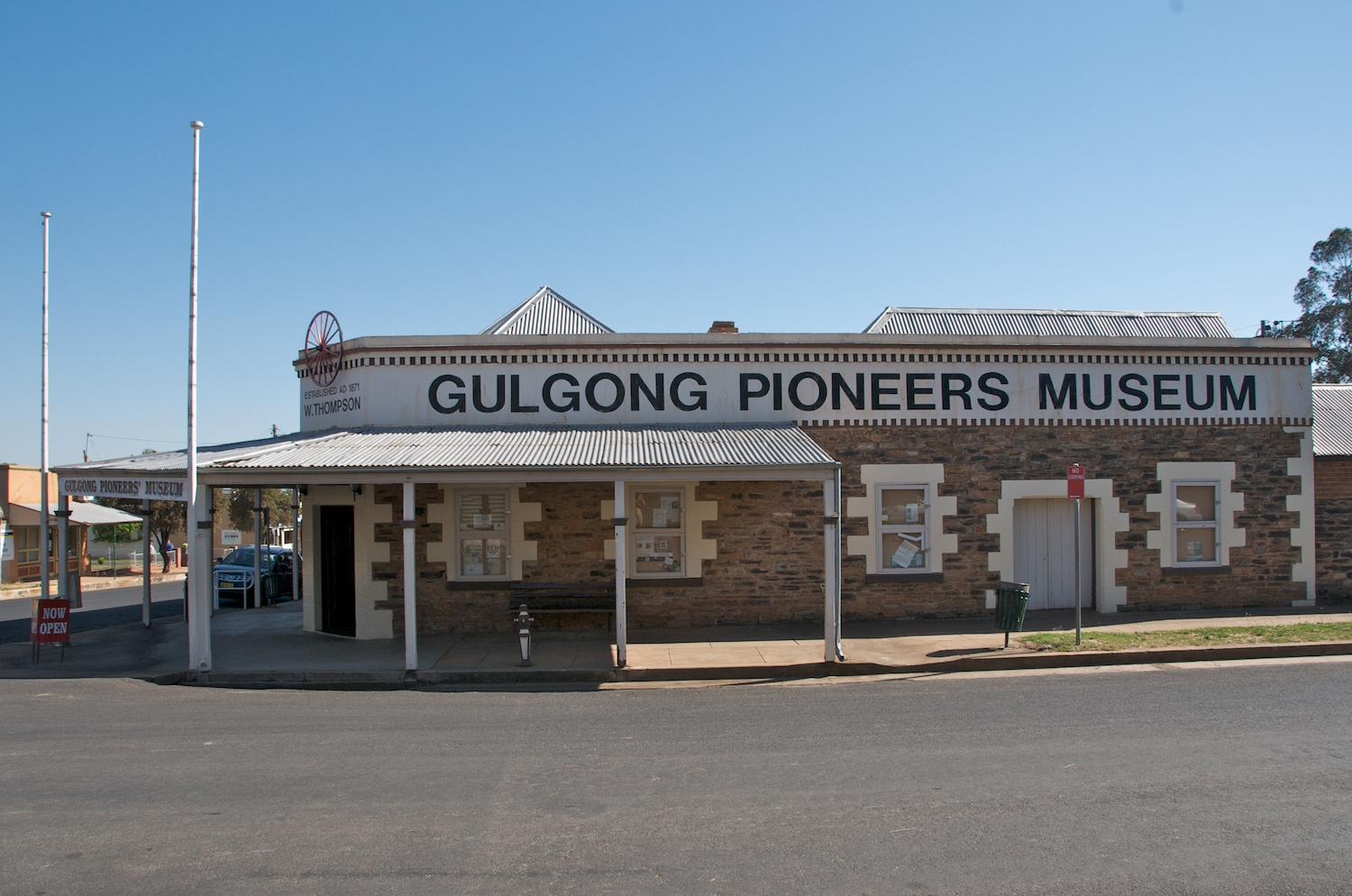
Музей переселенцев Галгонга

Также заслуживает внимания Музей переселенцев Галгонга, в коллекции которого находится большое количество тематических экспонатов, начиная от кухонной утвари до зданий, установленных во дворе музея.
Помимо туризма в городе развито производство вина, шерсти, пшеницы и добыча угля.

## История
Название Галгонг происходит из языка вурунджери и переводится «глубокий водоем». Как и большинство городов в данной местности появился благодаря золотой лихорадке. Будучи основанным в 1870 году был одним из последних мест «бедняцких приисков», то есть добычи золота без больших инвестиций. Всего в период с 1870 по 1876 годы было добыто около 20000 тон золота. Добыча золота была прекращена в 1916 году.
Писатель и поэт Генри Лоусон провел здесь своё детство, пока его отец пытался рзабогатеть работая на золотых приисках. Уличные сцены Галгонга и портрет Генри Лоусон были изображены на первой 10 долларовой купюре. Город Галгонг и округ также отображаются в произведениях Лоусона, например в произведении «Джо Уилсон и его друзья».
Галгонг также является основным место действия романа «Вооруженное ограбление» Томаса Александра Брауна. Браун служил в полицейском магистрате Галгонга в период с 1871 по 1881 годы. Здесь его посещал Энтони Троллоп, который позднее описал свои впечатления о посещении Австралии и Новой Зеландии.

## Климат
| Показатель                                            | Янв. | Фев. | Март | Апр. | Май  | Июнь | Июль | Авг. | Сен. | Окт. | Нояб. | Дек. | Год   |
| ----------------------------------------------------- | ---- | ---- | ---- | ---- | ---- | ---- | ---- | ---- | ---- | ---- | ----- | ---- | ----- |
| Абсолютный максимум, °C                               | 42,3 | 43,0 | 38,1 | 31,9 | 27,0 | 23,1 | 22,4 | 27,2 | 33,1 | 38,4 | 41,4  | 40,3 | 43,0  |
| Средний максимум, °C                                  | 31,1 | 29,8 | 27,3 | 23,4 | 19,1 | 15,5 | 14,7 | 16,5 | 19,8 | 23,5 | 26,7  | 29,6 | 23,1  |
| Средний минимум, °C                                   | 16,7 | 16,3 | 13,7 | 9,7  | 6,2  | 3,6  | 2,6  | 3,4  | 6,1  | 9,2  | 12,2  | 14,8 | 9,5   |
| Абсолютный минимум, °C                                | 6,4  | 6,9  | 3,5  | −1,2 | −3,2 | −5,2 | −7,2 | −4,9 | −1,7 | −0,5 | 1,4   | 3,0  | −7,2  |
| Норма осадков, мм                                     | 70,2 | 62,3 | 55,0 | 43,9 | 45,1 | 50,7 | 49,0 | 46,0 | 46,6 | 55,6 | 59,6  | 67,2 | 650,9 |
| Источник: Climate statistics for Australian locations |      |      |      |      |      |      |      |      |      |      |       |      |       |